# Bullacephalus
Bullacephalus es un género extinto de sinápsidos biarmosuquios. Se conoce a partir del holotipo (BP/1/5387), un cráneo relativamente completo y una mandíbula; fue descubierto en Sudáfrica proveniente del Pérmico Superior (Capitaniense). Es el burnétido más primitivo que se conoce.